# 中国人民解放军第二十二师
中国人民解放军第二十二师，是中国人民解放军曾经的一个师。
1949年1月，由西北野战军第8纵队11旅改称中国人民解放军第8军22师，下辖第64、第65、第66团，师长樊哲祥，政委黄立清。该师前身是1948年7月组建的晋绥军区独立第11旅。该师参加过解放大同的作战。
1951年11月22师入朝，补充在秋季反击战中损耗过大的20兵团。其中师机关部分人员和第65团编入第68军，补入202师第606团和204师第612团；师直部分干部、部分连队和第64团补入第67军201师；师机关部分干部、部分连队和第66团第1、3营补入第67军200师；部分师团机关干部、部分连队和第66团第2营、师教导队、警卫营补入第67军199师；其余人员补入第67军军直。22师番号、建制撤销。